# Damsholte Kirke
Damsholte Kirke er en kirke i Damsholte i Damsholte Sogn på Vestmøn.

## Bygningshistorie
I 1740 blev det ved kongelig forordning bestemt at danne Damsholte Sogn ved at udskille den vestlige del af Stege Sogn. Kirken blev opført i 1741-1743.
Arkitekten var Philip de Lange.

## Kirken i dag
Damsholte Kirke er den eneste danske landsbykirke i rokokostil.
Kirken er gulkalket med en løgkuppel øverst mod vest. Den har en smal fløjdør og et kort våbenhus.
Det indre af kirken domineres af søjler og et stort alterparti med prædikestol højt hævet over altertavlen. Alt er bygget i træ og i dæmpede grå toner.
I kirkeskibet hænger en kopi af linjeskibet Prinds Christian Frederik.
Et tredelt alterbillede opsat 1993 er malet af Sven Havsteen-Mikkelsen og viser Jesus korsfæstet mellem de to røvere. På nordvæggen hænger et Kristus-billede af Eckersberg, malet 1825, og på samme væg er en Kristusfigur i en niche. Ved siden af ses er en mindetavle over faldne i krigen 1864.
På sydvæggen ses et portræt af den første præst, Rasmus Platou, og et opstandelsesbillede af Niels Skovgaard.
På alteret står to messingstager, som blev skænket ved kirkens indvielse. Alterskranken er af smedejern med Christian 6. og Sophie Magdalenes monogrammer. Døbefonten er i træ. Når døbefonten ikke er i brug, er den dækket til af et trælåg.
På hver sin side af den lille småstensbelagte parkeringsplads foran kirken står gulkalkede huse: til venstre en kirkelade fra 1700-tallet, til højre en noget yngre bygning.
I et gravkapel på kirkens nordside står der kister med amtmand på godset Marienborg Antoine Bosc de la Calmette og Lisa Bosc de la Calmette. Parret stod blandt andet bag opførelsen af Liselund Slot på Østmøn. På vestsiden af dette kapel, som er rejst omkring år 1800, er præsten Børge Pontoppidan begravet.
En høj er grav for familien Tutein, der ejede Marienborg, som politikeren P.A. Tutein (1797-1885) og biskop D.G. Monrads enke Emmy født Tutein (død 1894). Forfatterinden Elsa Gress ligger også begravet på kirkegården.
- Alterpartiet
- Døbefont
- Votivskib